# Ernst Kastner
Ernst Kastner (* 6. April 1931 in Würzburg; † 26. September 2022) war ein deutscher Kommunalpolitiker (CSU). Kastner war von 1964 bis zu dessen Auflösung 1972 letzter Landrat des Landkreises Gerolzhofen. Anschließend wirkte er als Justiziar der Diözese Würzburg.

## Leben und Wirken
Ernst Kastner wurde am 6. April 1931 in Würzburg geboren. An den Universitäten Würzburg und München studierte er bis 1954 Rechts- und Staatswissenschaften. Anschließend nahm er an der Universität Köln ein Studium der Wirtschafts- und Sozialwissenschaften auf. Hier folgte 1957 die Promotion zum Dr. jur. Nach dem Ende seines Studiums trat Kastner eine Stelle als Rechtsreferendar in Würzburg an. Nach Ablegung der zweiten juristischen Staatsprüfung 1960 heiratete er die ebenfalls aus Würzburg stammende Ingeborg Vollkommer. 
Es folgten Stationen an den Regierungen von Mittel- und Unterfranken. Am 1. Januar 1962 trat Kastner eine Stelle als juristischer Staatsbeamter beim Landratsamt Gerolzhofen an. Am 1. Mai 1964 wurde er zum Landrat des Landkreises Gerolzhofen gewählt, dem damals jüngsten in Bayern. Kastner trieb die touristische Erschließung des ländlich geprägten Landkreises voran. So gründete den „Naturpark Steigerwald e. V.“. Zudem fiel die Modernisierung der Verwaltung mit dem Umbau des Landratsamtes im ehemaligen Oberamtshaus in seine Zeit.
Am 8. März 1970 wurde Kastner mit 99 % der abgegebenen Stimmen durch die Bevölkerung des Kreises im Amt bestätigt. Im Zuge der Kreisgebietsreform zu Beginn der 1970er Jahre wurde der Landkreis Gerolzhofen aufgelöst. Kastner verlor sein Landratsmandat und zog sich in der Folge aus der Politik zurück. Zwischen 1972 und 1996 war er als Justiziar der Diözese Würzburg im Bischöflichen Ordinariat in Würzburg tätig. Mit dem Übergang in den Ruhestand wurde Kastner Stiftungsvorstand der von ihm gegründeten kirchlich-gemeinnützigen Stiftung „Hilfsdienste gratia deo“.  

## Mitgliedschaften und Auszeichnungen
Kastner engagierte sich in mehreren Vereinen ehrenamtlich, die der katholischen Kirche nahestehen. So war er Mitglied des Marienvereins Würzburg e. V., sowie der Ruland’schen Familienstipendienstiftung als Eigentümerin des Annastiftes in Würzburg. Für sein Engagement wurde Kastner mit dem Bundesverdienstkreuz der Bundesrepublik Deutschland ausgezeichnet. 
- unklar: Gregoriusorden
- 2012: Bundesverdienstkreuz am Bande